# 九龍區專線小巴20線
九龍區專線小巴20線，由運通專線服務營辦，循環來往新蒲崗（康強街）及慈正邨正暉樓。
九龍區專線小巴20M線，由運通專線服務營辦，循環來往新蒲崗（康強街）及黃大仙站。

## 歷史
本路線是1981年10月16日運輸署公開招標9組共18條專綫小巴新路線其中之一，翌年9月22日投入服務。
1988年5月18日，配合黃大仙實施新交通管理措施，往慈正邨方向駛至鳳德道後，改經沙田㘭道及鳴鳳街往雙鳳街，不經鳴鳳街以南的一段雙鳳街。
1993年12月5日起增設來往新蒲崗（康強街）及黃大仙站的短途班次，後來短途班次獲獨立編號為20M線。
約1994年，20線再增設來往新蒲崗（康強街）及慈雲山（南）的短途班次，後來該短途班次獲獨立編號為20A線，但該路線後來有線無車，2007年6月更取消服務。

## 服務時間及班次
20路
- 每日新蒲崗開：06:45-23:00（8-15分鐘一班）

20M
- 每日新蒲崗開：07:00-00:00（6分鐘一班）
- 每日黃大仙站開：07:00-00:00（6分鐘一班）

## 收費
20路
- 全程收費：$5.6
  - 彩虹道遊樂場往新蒲崗（康強街）：$3.6

20M
- 全程收費：$4.0

（同時適用於20路及20M）
| - 此路線大小同價。 - 65歲或以上長者使用長者或個人八達通（包括「樂悠咭」），合資格殘疾人士使用「殘疾人士身份」個人八達通，以及60至64歲香港居民使用「樂悠咭」繳付車資，均可享有每程劃一$2.0的政府長者及合資格殘疾人士公共交通票價優惠計劃。 - 乘客可以現金或八達通卡於上車時付款，不設找贖。 |

## 行車路線
20路
- 途經：康強街、崇齡街、爵祿街、彩虹道、蒲崗村道、鳳德道、沙田㘭道、鳴鳳街、雙鳳街、雲華街、慈雲山道、惠華街、雲華街、崇華街、雙鳳街、鳳德道、蒲崗村道、彩虹道、寧遠街、崇齡街及康強街

20M
- 往黃大仙站方向途經：康強街、崇齡街、爵祿街、大成街、東頭村道及正德街
- 往新蒲崗（康強街）方向途經：正德街、沙田㘭道、彩虹道、寧遠街、崇齡街及康強街

## 小資料
20M線與57M線並列為全港最短的專線小巴主路線，單程僅800米而已。

## 昔日走線
第一代20線於1979年4月23日投入服務，來往復華村及佐敦谷，是九龍區首批服務的專線小巴路線之一，最後因為復華村清拆而取消。